# Ordres de grandeur de puissance
Pour des articles plus généraux, voir Ordre de grandeur et puissance (physique).
 (décembre 2022).
Si vous disposez d'ouvrages ou d'articles de référence ou si vous connaissez des sites web de qualité traitant du thème abordé ici, merci de compléter l'article en donnant les références utiles à sa vérifiabilité et en les liant à la section « Notes et références ».
Cet article cite des exemples de puissances en watts de différents dispositifs consommant ou produisant de l'énergie. Il donne ainsi des ordres de grandeur de puissances ; chaque section couvre trois ordres de grandeur c'est-à-dire un facteur d'un millier.

## Préambule sur les unités
L'unité du Système international pour évoquer une puissance est le watt ; 1 watt = 1 kg m2 s−3. Toutefois, d'autres unités sont parfois utilisées, notamment le cheval-vapeur.

## En dessous du watt

### Zeptowatt (10−21watt)
- ~10 zW - Tech : la puissance approximative du signal radio de la sonde spatiale Galileo (à la hauteur de Jupiter) reçu sur Terre par une antenne de 70 mètres de DSN.

### Attowatt (10−18watt)
- 1 aW - Phys : l'échelle de puissance approximative à laquelle les opérations de nanosystèmes électromécaniques sont perturbées par des fluctuations thermiques[1].

### Femtowatt (10−15watt)
- 2,5 fW - Tech : signal minimal discernable pour une antenne d'un bon récepteur radio FM.
- 10 fW (-110 dBm) - Tech : limite basse approximative de la puissance de réception d'un téléphone portable à spectre de diffusion numérique.

### Picowatt (10−12watt)
- 1 pW - BioMed : puissance moyenne d'une cellule humaine.[réf. souhaitée]
- 2,5 pW - BioMed : intensité sonore par centimètre carré pour le seuil de l'audition humaine à 1 000 Hz, soit 1 phone ou 0 dB.
- 150 pW - BioMed : puissance entrant dans un œil humain d'une lampe de 100 watts[évasif] à 1 km[réf. nécessaire].

### Nanowatt (10−9watt)
- 2 à 15 nW - Tech : puissance consommée par certaines puces de microcontrôleur PIC telles que la PIC12F683 en mode veille. La consommation effective lors de la veille dépend de la tension utilisée.

### Microwatt (10−6watt)
- 1 µW - Tech : consommation approximative d'une montre bracelet à quartz.
- 1 µW - Selon la NTMR-1 d'Industries Canada, la puissance maximale de sortie fournie à l'antenne légalement permise d'un émetteur d'annonces de faible puissance ou d'une affiche parlante ne doit pas produire une intensité de champ supérieure à 100 µV/m mesurée à une distance de 30 m, ce qui correspond à une puissance de sortie d'émetteur inférieure à 1 microwatt (µW)[réf. souhaitée].
- 3 µW - Astro : flux du fond diffus cosmologique par mètre carré.

### Milliwatt (10−3watt)
- 5 mW - Tech : le laser dans un lecteur de CD-ROM.
- 36 mW - Tech : puissance d'une diode électroluminescente témoin, rouge standard (1,8 V, 20 mA)[note 1].
- 100 mW - Tech : le laser dans un graveur de CD-R.

## Duwattau kilowatt
- 5 W - Légal : la puissance de sortie maximale d'un émetteur-récepteur CB ou d'un radio-transmetteur portatif.
- 20-40 W - BioMed : la puissance consommée approximative du cerveau humain.
- 30-40 W - Tech : la puissance typique d'un tube fluorescent.
- 60 W - Tech : la puissance électrique typique d'une lampe à incandescence de type plafonnier.
- 82 W - Tech : la puissance de crête consommée d'un microprocesseur Pentium 4.
- 30-200 W - Tech : la puissance typique d'un PC[2].
- 100 W - BioMed : la puissance moyenne approximative utilisée par un corps humain au repos.
- 150 W - Tech : la puissance fournie par un panneau solaire photovoltaïque d'un mètre carré en plein soleil.
- 253 W (2 215 kWh par an) - Géo : la puissance moyenne par habitant utilisée dans le monde en 2001.
- 290 W - Unités : approximativement 1 000 BTU par heure.
- 300 W - Astro : la quantité de rayonnement solaire tombant sur un mètre carré de la surface de la Terre, en Europe, à midi solaire, en hiver et en l'absence de nuage.
- 400 W - Tech : la limite légale de la puissance de sortie d'une station radioamateur dans le Royaume-Uni.
- 500 W - BioMed : la puissance fournie par une personne effectuant un travail physique intense.
- 736 W - Unités : 1 cheval-vapeur.
- 900 W - BioMed : la puissance moyenne fournie par un être humain en bonne santé (non athlétique) sur les 6 premières secondes d'un sprint de 30 secondes[3].
- 1 100 W - Astro : la quantité de rayonnement solaire tombant sur 1 m2 de la surface de la Terre, en Europe, à midi solaire, en été et en l'absence de nuages.

## À partir du kilowatt

### Kilowatt (103watts)
- 1 à 2 kW - Tech : puissance d'une bouilloire électrique domestique.
- 1,4 kW - Astronomie : puissance reçue au-dessus de l'atmosphère terrestre par 1 m2 de surface[4].
- 1,5 kW - Tech : la limite légale de puissance de sortie d'une station de radioamateur aux États-Unis.
- jusqu'à 2 kW - BioMed : puissance approximative fournie sur un temps court par les sprinters cyclistes professionnels.
- 1,5 kW à 3 kW - Tech : puissance d'une machine à laver le linge.
- 3,3 à 6,6 kW - Eco : la puissance moyenne fournie par la photosynthèse sur 1 km2 d'océan[5].
- 6 kW - Tech : la puissance électrique fournie par le réseau à 70 % des ménages français[6]
- 12 kW - la puissance du flash d'un appareil photo amateur (12 joules délivrés en 1 milliseconde)
- 30 kW - la puissance engendrée par les quatre moteurs du GEN H-4 (en), un hélicoptère à un passager.
- 16-32 kW - Eco : la puissance moyenne fournie par la photosynthèse sur 1 km2 de terre[5].
- 50 kW à 100 kW - Tech : l'ERP d'un canal clair AM.
- 40 kW à 200 kW - Tech : puissance typique des moteurs d'automobiles.
- 125 kW - Tech : la puissance de l'alimentation de l'un des premiers ordinateurs : l'UNIVAC I (en 1951).
- 300 kW - Tech : puissance moyenne d'un camion type semi-remorque (410 ch).
- 500 kW - Tech : puissance nominale d'une éolienne avec un rotor de 40 m de diamètre, et un vent de 43 km/h (12 m/s).
- 607 kW - Tech : puissance du moteur MGO des autorails série X 2800 de (1957), les plus puissants des autorails mono-caisse de la SNCF.
- 736 kW - Tech : la puissance (1001 ch) du moteur de la Bugatti Veyron 16.4 de 2005.

### Mégawatt (106watts)
La capacité productive des générateurs électriques commandés par les entreprises de service public est souvent mesurée en MW. Environ 10 000 ampoules de 100 watts ou 5 000 systèmes informatiques consomment environ 1 mégawatt (1 MW), puissance approximativement égale à 1 360 chevaux-vapeur. Les locomotives à haute puissance diesel-électrique ont typiquement une puissance de 3 à 5 MW. Un réacteur nucléaire moderne produit une puissance électrique de l'ordre de 500 à 1 650 MW.
Exemples de puissances produites :
- 1 MW - Tech : la puissance du moteur de la supercar Koenigsegg One:1 2014 (1360 hp)
- 1 MW - Tech : la puissance thermique concentrée au foyer du four solaire d'Odeillo, le plus grand au monde[7].
- 1,3 MW - Tech : la puissance du moteur du Mustang P-51 Mustang, un avion de combat américain de la Seconde Guerre mondiale.
- 2,5 MW - BioMed : la puissance de sortie (en crête ?) d'une baleine bleue.[réf. souhaitée]
- 3 MW - Tech : la puissance mécanique d'une locomotive diesel.
- 4 MW - puissance d'un four de métallurgie à induction de 5 t.
- 8,2 MW - Tech : la puissance consommée par l'ordinateur le plus puissant en 2012, le Titan (17,59 pétaFLOPS), produit par la société Cray.
- 9,1 MW - Tech : la puissance mécanique d'un TGV duplex alimenté en 25 kV alternatif.
- 10 MW - Tech : la puissance électrique de la première centrale solaire thermodynamique (Solar One) aux États-Unis.
- 50 MW - Tech : la puissance consommée par les serveurs de Google[Quand ?].
- 100 MW - Tech : la puissance électrique du barrage de Verbois, dans le canton de Genève, en Suisse.
- 117 MW - Tech : la puissance totale (propulsion et besoins divers) du paquebot Queen Mary 2 (lancé en 2004)
- 150 MW - Tech : puissance installée du réseau interconnecté du Togo[8]
- 240 MW - Tech : la puissance de l'usine marémotrice de la Rance ou du barrage de Bort-les-Orgues en France.
- 400 MW - Tech : la puissance électrique moyenne des centrales à gaz à cycle combiné en France comme celles de Pont-sur-Sambre et de Bayet (Total Direct Energie).
- 900 MW - Tech : la puissance électrique d'un réacteur nucléaire canadien CANDU.
- 900 MW - Tech : puissance électrique des 32 tranches nucléaires françaises des paliers CP0 et CPY encore en service en 2021.

### Gigawatt (109watts)
- 1 GW - Tech : la puissance thermique du four d'un haut fourneau produisant quotidiennement 6 000 tonnes de fonte[9],[note 2].
- 1 GW - Tech : la puissance électrique moyenne d'un réacteur d'une centrale nucléaire moderne, ou celle du futur plus grand champ éolien en mer au monde, situé à Fukushima[12] (Japon).
- 1,3 GW - Tech : la puissance électrique maximum du barrage de Limestone (Manitoba, Canada).
- 1,6 GW - Tech : la puissance électrique d'un réacteur pressurisé européen (EPR).
- 2,074 GW - Tech : la puissance maximum du barrage Hoover (Arizona et Nevada, États-Unis).
- 2,1 GW - Tech : la puissance maximum du barrage d'Assouan (Égypte).
- 2,775 GW - Tech : puissance thermique maximale autorisée des réacteurs nucléaires français dits « 900 MW ».
- 3 GW - Tech : la puissance thermique maximale du réacteur Superphénix de l'ex-centrale nucléaire de Creys-Malville en France (puissance électrique correspondante : 1,24 GW).
- 12,6 GW - Tech : la puissance électrique maximum du barrage d'Itaipu au Brésil / Paraguay.
- 12,7 GW - Géo : la puissance moyenne électrique consommée de la Norvège en 1998.
- 22,5 GW - Tech : la puissance électrique maximum du barrage des Trois-Gorges en Chine.
- 36,5 GW - Tech : la puissance électrique maximum de l'ensemble des 59 barrages hydroélectriques d'Hydro-Québec[13].
- 101,6 GW - Tech : le pic de consommation électrique enregistré en France le 8 février 2012 à 19 h 00.
- 136,3 GW - Tech :  la capacité totale installée d'EDF, premier producteur mondial, en 2010[14].

### Térawatt (1012watts)
- 1,7 TW - Géo : la puissance électrique moyenne consommée dans le monde en 2001.
- 3,327 TW - Géo : la puissance moyenne totale consommée (gaz, électricité, fioul, bois, etc.) des États-Unis en 2001.
- 6 TW - Géo: la puissance mise en œuvre à l'échelle de la Terre par le phénomène des marées.
- 13,5 TW - Géo : la puissance moyenne totale consommée par l'ensemble des activités humaines en 2001.
- 44 TW - Géo : flux de chaleur total moyen de l'intérieur de la Terre[15],[16].
- 50 à 200 TW - Climat : taux de dégagement d'énergie calorifique d'un cyclone tropical (ouragan et typhon localement).

### Pétawatt (1015watts)
- 1,055 PW - Tech : la puissance du laser BELLA (construit par le groupe Thales), le plus puissant au monde en 2012.
- 1,25 PW - Tech : les pulsations laser les plus puissantes du monde (revendiqué le 23 mai 1996 par le Laboratoire national de Lawrence Livermore).
- 1,4 PW - Géo : le flux de chaleur estimé transporté par le Gulf Stream.
- 4 PW - Géo : le flux de chaleur estimé transporté par l'atmosphère terrestre et les océans depuis l'équateur jusqu'aux pôles.
- 5 PW - Tech : la puissance du laser Apollon (construit par le groupe Thales), le plus puissant au monde en 2018.
- 10 PW - Tech : la puissance du laser de l'installation roumaine du programme Extreme Light Infrastructure (construit par le groupe Thales), lors de ses premiers tirs d'essai en 2019.
- 174,0 PW - Astro : la puissance totale reçue par la Terre du Soleil.

### Exawatt (1018watts)
- 1 EW - Astro : la puissance générée approximative entre les surfaces de Jupiter et sa lune Io en raison de l'énorme champ magnétique de Jupiter.

### Zettawatt (1021watts)
- 125 ZW - Astro : la luminosité approximative de Wolf 359.

### Yottawatt (1024watts)
- 386 YW - Astro : la luminosité du Soleil.

### Quettawatt (1030watts)
- 10 QW - Astro : la luminosité approximative des sources binaires X les plus lumineuses.
- 33,1 QW - Astro : la luminosité approximative de Hadar.
- 123 QW - Astro : la luminosité approximative de α Cygni (Deneb).

### Au-dessus du quettawatt
- 5 × 10342 W - Astro : la luminosité approximative de notre galaxie, la Voie lactée.
- 1 × 10402 W - Astro : la luminosité approximative d'un quasar.
- 1 × 10452 W - Astro : la luminosité approximative d'un sursaut gamma.
- 3,63 × 1052 W - Phys : la puissance de Planck, l'unité de base de la puissance dans les unités de Planck.